# Guenrikh Oganessian
Pour les articles homonymes, voir Oganessian.
Guenrikh Oganessian (en arménien : Հենրիկ Բարդուղիմեոսի Հովհաննիսյան, en russe : Генрих Бардухмиосович Оганесян), né le 1er septembre 1918 à Erevan en Arménie, et mort le 2 décembre 1964  à Moscou est un réalisateur soviétique et arménien. Il a également coécrit les scénarios des deux films.

## Biographie
Guenrikh Oganessian a suivi une formation au studio d'art dramatique du Théâtre arménien Gabriel Sundukian en 1937. En 1943, il commence à travailler à Mosfilm. En 1954, il est diplômé de la faculté des réalisateurs de l'Institut national de la cinématographie, classe de maître de Sergueï Guerassimov. En 1945, il débute en qualité d'assistant réalisateur à Gorki Film Studio, puis, y devient réalisateur.
Guenrikh Oganessian est mort prématurément d'un cancer dans son appartement rue Arbat à Moscou.
Il est le père de la scénariste Hanna Sloutski.

## Filmographie sélective

### Réalisateur
- 1954 : Mesdames (Дамы) avec Lev Koulidjanov court-métrage
- 1959 : Spoutnik parle (Говорит спутник) avec Sergueï Guerassimov
- 1960 : Le Printemps des jeunes filles (ru) avec Veniamine Dorman
- 1961 : Les Aventures de Kroch
- 1962 : Trois plus deux

### Assistant réalisateur
- 1945 : Un capitaine de quinze ans l'adaptation du roman d'aventures de Jules Verne du même nom de Vassili Jouravlev
- 1948 : La Jeune Garde de Sergueï Guerassimov
- 1956 : Un précieux cadeau (Драгоценный подарок) avec Sergueï Guerassimov

### Scénariste
- 1954 : Mesdames
- 1959 : Vanka (Ванька)
- 1959 : Trois nouvelles de Tchekhov (Три рассказа Чехова)